# Carl Müller (Politiker, 1803)
Carl Friedrich Wilhelm Ludwig Müller (* 3. Oktober 1803 in Niedernhausen; † 18. November 1868 in Massenheim (Hochheim am Main)) war ein deutscher Hofverwalter und Mitglied des Nassauischen Landtags.

## Leben
Carl Müller bewirtschaftete das Hofgut Kreidel bei Massenheim, als er 1839 aus der Gruppe der Grundbesitzer des Wahlkreises Wiesbaden in die Zweite Kammer des Nassauischen Landtags gewählt wurde. Er blieb bis 1848 in dem Parlament. 
1852 wählten ihn die Grundbesitzer aus Wiesbaden in die Erste Kammer des Landtags des Herzogtums Nassau. Er war Nachfolger von Anton Gergens und blieb bis 1857 in diesem Amt.

## Familie
Er war ein Sohn des Gastwirts Friedrich Wilhelm Müller (1776–1844) und dessen Ehefrau Dorothea Christiane Franziska Genth (1776–1802) und heiratete am 5. Dezember 1830 in Mosbach Katharina Borkholder (1808–1879), Tochter des Abgeordneten Jacob Borkholder.
Sein Bruder Ludwig Jacob war ebenfalls Abgeordneter und mit Elisabeth Borkholder (Schwägerin) verheiratet.